# آکی ریهیلاهتی
آکی ریهیلاهتی (فنلاندی: Aki Riihilahti؛ زادهٔ ۹ سپتامبر ۱۹۷۶) بازیکن فوتبال اهل فنلاند بود.
از باشگاه‌هایی که در آن بازی کرده‌است می‌توان به باشگاه فوتبال هلسینکی، باشگاه فوتبال دیورگاردن، باشگاه فوتبال کریستال پالاس، باشگاه فوتبال کایزرسلاوترن، و باشگاه فوتبال وولرنگا اشاره کرد.
وی همچنین در تیم ملی فوتبال فنلاند بازی کرده‌است.